# Скурдино (Бежаницкий район)
Скурдино — деревня в Бежаницком районе Псковской области. Входит в состав сельского поселения муниципальное образование «Пореченское».
Расположено на реке Льста в 19 км к западу от райцентра, посёлка Бежаницы.

## Население
Численность населения по оценке на 2000 год составляла 59 жителей.

## История
До 3 июня 2010 года деревня входила в состав ныне упразднённой Махновской волости.